# Jekatěrina Nelidovová
Jekatěrina Ivanovna Nelidovová (rusky Екатери́на Ива́новна Нели́дова, 23. prosince 1756, Smolenská gubernie – 14. ledna 1839, Petrohrad) byla ruská šlechtična a dvorní dáma. Byla oficiálně uznávanou milenkou cara Pavla I.

## Život

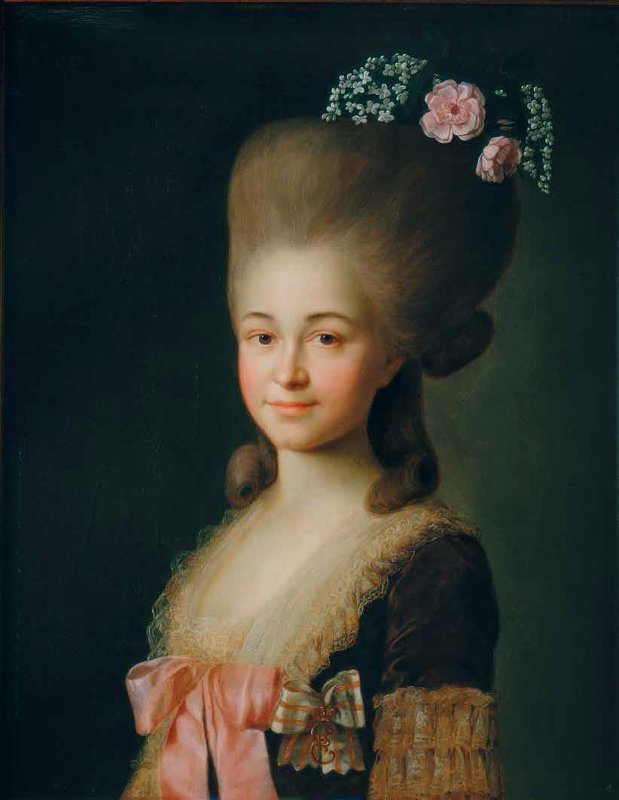
Jekatěrina Ivanovna Nelidovová v 70. letech 18. století

Jekatěrina odmaturovala v dívčím Smolném institutu v roce 1776 a stala se dvorní dámou velkovévodkyně Natálie Alexejevny a později velkokněžny Marie Pavlovny, první manželky budoucího cara Pavla. Tehdy začal její milostný poměr s Pavlem, tehdejším vévodou a budoucím carem. Úspěšně dokázala urovnávat spory mezi ním a dalšími lidmi. Mimo jiné měla Jekatěrina herecký talent, který si korunní princ velmi oblíbil a rád pořádal opery a divadelní hry, na které zval své nejbližší a Jekatěrina v nich účinkovala.
Některé zdroje o ní mluví jako o malé příšeře, pravděpodobně díky její malé postavě. Přezdívku jí dala sama carevna Kateřina Veliká. Přesto však byla důležitou dvořankou a také její příbuzní dostali práci u dvora. 
V roce 1798 dvořané Kutajsov, Rostopčin a další přesvědčovali cara Pavla o spiknutí, kdy jeho manželka se svou komornou vládnou jeho jménem. Obhajoba Jekatěriny samotným carem Pavlem u dvora Kateřiny Veliké byla zdokumentována, mluvil o ní vždy jen v dobrém. Dvořané se následně postarali o nahrazení Nelidovové mladou Annou Lopuchinovou a Jekatěrina Ivanovna nakonec sama v témže roce opustila dvůr a usadila se ve Smolném monastýru.

### Závěr života
Smrt Pavla I. ji velmi zasáhla, následně rychle zestárla a zešedivěla. Její přátelství s carevnou trvalo až do její smrti a Jekatěrinin hlas měl v záležitostech carské rodiny určitou váhu a pomáhala carevně Marii Fjodorovnně s řízením vzdělávacích institucí. Po smrti carevny dožila Jekatěrina všemi opuštěná svůj dlouhý život ve Smolném monastýru. 
Dle slov Nikolaje Michajloviče Romanova si Jekatěrina "až do konce si uchovala zvláštní horlivou mysl, nepřestávala uchvacovat svým rozhledem, ale zároveň působila mnoho problémů svým blízkým svou nevrlostí a náročností."
Jekatěrina Ivanovna Nelidovová zemřela 14. ledna 1839 v Petrohradu v náručí své milované neteře a žačky, princezny Alexandry Alexandrovny Trubecké (rozené Nelidovové, manželka N. P. Trubeckého) a byla pochována na nedalekém Bolšeochtinském hřbitově.
Osobní dokumenty Nelidovové, včetně korespondence s carevnou, později publikovala kněžna Jelizavěta Trubecká. Deník Nelidovové byl po její smrti předán caru Mikulášovi I. k přečtení a jeho další osud není znám.